# Віорел Іоана
Віорел Іоана (рум. Viorel Ioana; 23 листопада 1958) — румунський боксер, призер чемпіонату світу серед аматорів.

## Аматорська кар'єра
На чемпіонаті світу 1978 в категорії до 57 кг переміг двох суперників, а у чвертьфіналі програв Анхелю Еррера Вера (Куба).
На чемпіонаті Європи 1981 в категорії до 60 кг переміг Казімежа Адаха (Польща), а у другому бою  програв Йордану Лесову (Болгарія).
На чемпіонаті світу 1982 завоював бронзову медаль.
- В 1/16 фіналу переміг Йонг Фу У (Тайбей) — RSC 3
- В 1/8 фіналу переміг Казімежа Адаха (Польща) — 5-0
- У чвертьфіналі переміг Карло Руссолліло (Італія) — KO 3
- У півфіналі програв Анхелю Еррера Вера (Куба) — 1-4

На Олімпійських іграх 1984 програв у першому бою Ренато Корнетту (Австралія).